# Нанагри (станція)
Нанагри (рос. Нанагры) — станція Могочинського регіону Забайкальської залізниці Росії, розташована на дільниці Куенга — Бамівська між колійним постом Кулендекен (відстань — 9 км) і станцією Сбега (22 км). Відстань до ст. Куенга — 211 км, до ст. Бамівська — 538 км; до транзитного пункту Каримська — 443 км.